# Estación Bajo Hondo (Roca)
Bajo Hondo es una estación ferroviaria, ubicada en el Partido de Coronel Rosales, en la Provincia de Buenos Aires, Argentina.

## Servicios
Es una pequeña estación del ramal perteneciente al Ferrocarril General Roca, desde la Estación Tandil hasta la estación Bahía Blanca.
No presta servicios de pasajeros.

## Historia
La estación fue fundada en 1891 por la compañía de capitales británicos. Si bien había sido fundada como la Buenos Aires Great Southern Railway (BAGS), casi inmediatamente se pasó a denominar Ferrocarril del Sud. La estación Bajo Hondo fue una de las 504 estaciones activas que tenía la compañía hasta su nacionalización. El la presidencia del General Juan Domingo Perón, esa empresa paso a denominarse Ferrocarril General Roca hasta nuestros días.
La fecha de inauguración de esta estación (ya que Bajo Hondo cuenta con dos la otra es del ramal Rosario Puerto Belgrano) como fecha fundacional del pueblo en el mismo acto, siendo casi el único icono histórico que cuenta esa pequeña localidad hasta nuestros días.
Desde las privatizaciones de la empresa estatal Ferrocarriles Argentinos en los años 90' del siglo pasado se la otorgó en concesión junto a casi todo el ramal a la empresa Ferrosur Roca, la estación dejó de prestar servicios, circulando por sus rieles solo trenes de cargas que no hacen parada allí.

El edificio se encuentra con cierto grado de deterioro, siendo utilizado actualmente como vivienda particular.

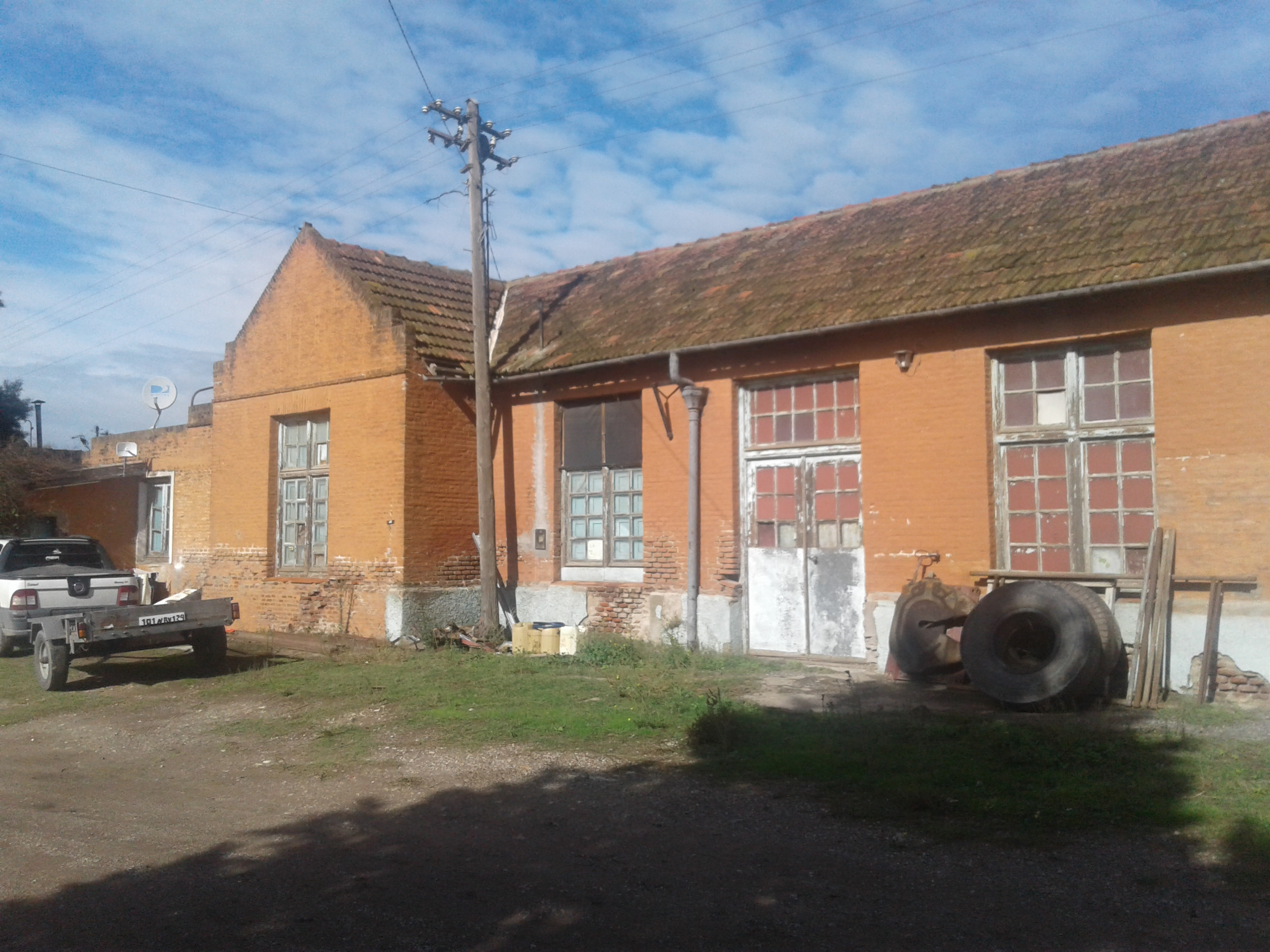
Frente de la estación con claros signos de deterioro.
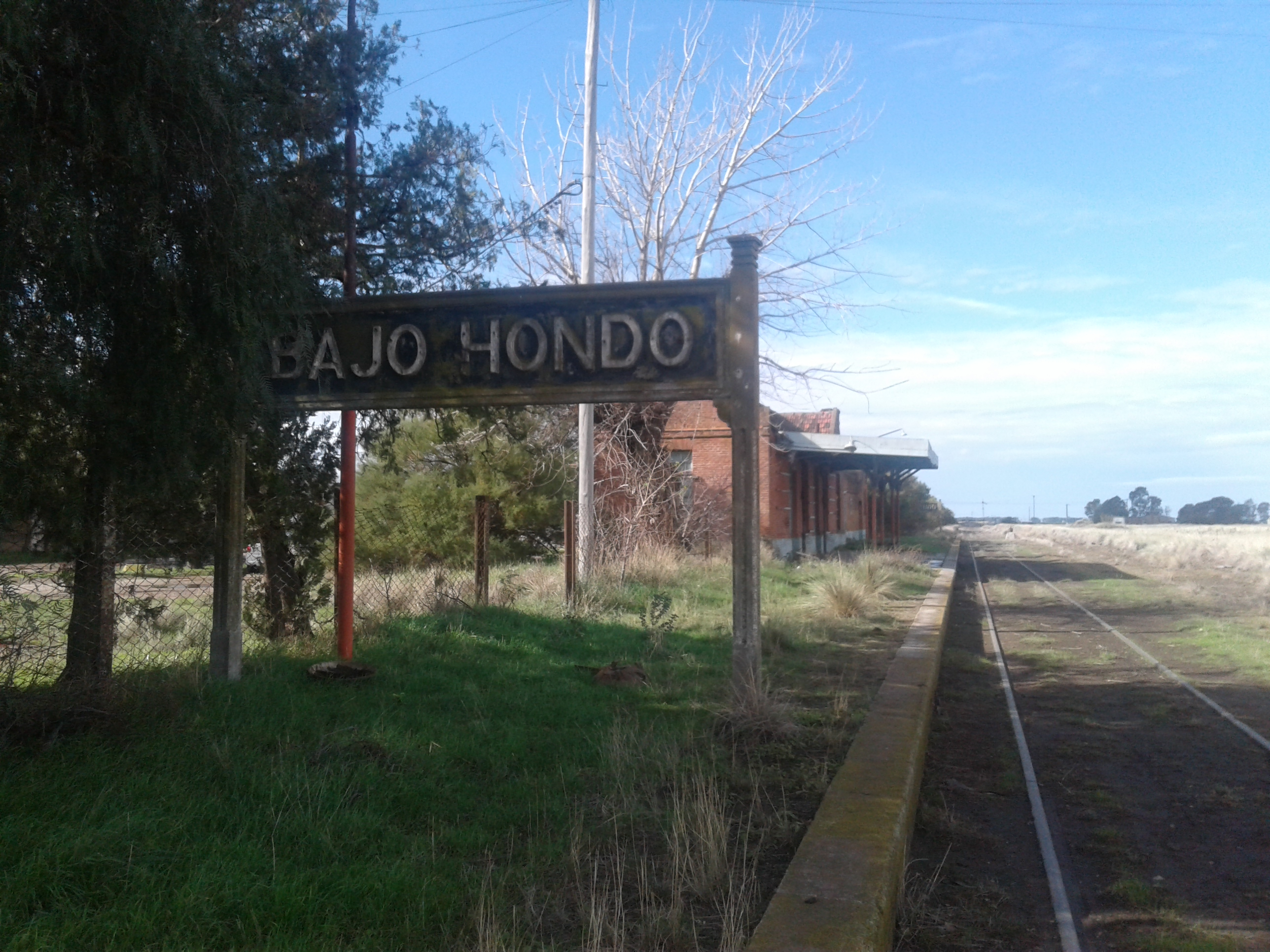
Vista de la estación sentido al este.
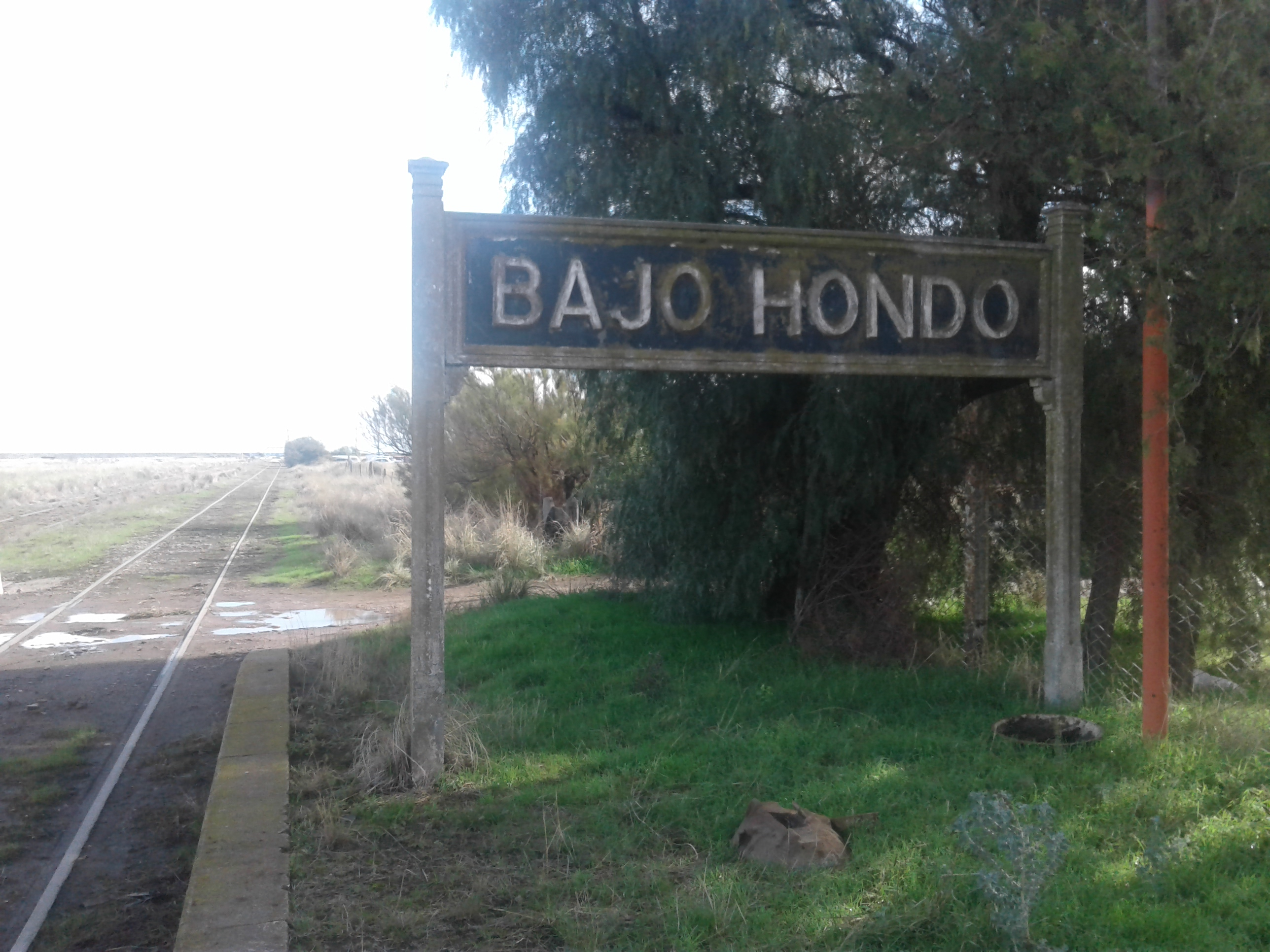
Cartel nomenclador vista al oeste.